# FIPA
FIPA (Fipa, Festival international de programmes audiovisuels) — ежегодный кинофестиваль и одноимённая премия этого фестиваля. Проводится с 1987 года, изначально в Каннах, с 1997 года в Биаррице на юго-западе Франции.

## История
Кинофестиваль основан Мишелем Митрани в 1987 году. Проводится ежегодно в течение 6 дней в конце января: изначально в Каннах, с 1995 года в Ницце, с 1997 года в Биаррице. Произведения оцениваются в 6 основных категориях:
- Игровое кино
- Телесериалы
- Документальные фильмы
- Репортажи и журналистские расследования
- Музыка и спектакли
- «Smart Fip@» (сетевые произведения «Web 2.0»)

Помимо основных, имеются внеконкурсные номинации «Французское произведение», «Европейское произведение», «Международное произведение», «Творчество молодых», «Тематический фокус».
В 2016 году 29-й фестиваль FIPA проходит с 19 по 24 января.

## Основные номинации
Золотая медаль FIPA (главный приз)

### Игровое кино
- Золотая медаль FIPA лучшему режиссёру
- Золотая медаль FIPA за лучшую женскую роль
- Золотая медаль FIPA за лучшую мужскую роль
- Золотая медаль FIPA за лучший сценарий
- Золотая медаль FIPA за лучшую музыку

### Документальное кино
- Золотая медаль FIPA за лучший документальный фильм
- Золотая медаль FIPA за лучший репортаж или журналистское расследование